# Bagdad Yaha
Pour les articles homonymes, voir Yaha.
Pas d'image ? Cliquez ici

a Compétitions nationales et continentales officielles uniquement.

b Matchs officiels uniquement.
Bagdad Yaha, né le 9 décembre 1969, est un joueur français de rugby à XIII dans les années 1980, 1990 et 2000.
Il joue au cours de sa carrière au sein des clubs de Lyon-Villeurbanne et de Carpentras. Il prend part également à l'aventure du Paris Saint-Germain Rugby League en Super League en 1996 y disputant huit rencontres. Il connaît sa première et unique sélection en équipe de France le 12 juin 1996 contre la Grande-Bretagne . 
Son neveu, Fouad Yaha, est un joueur de rugby à XIII international français.

## Biographie
Bagdad Yaha prend part également à l'aventure du Paris Saint-Germain Rugby League en Super League en 1996 y disputant huit rencontres et affronte les équipes suivants : Workington Town, Warrington, Wigan, Bradford, Halifax, St Helens, Castleford et Sheffield. Il marque lors de cette saison deux essais et quatre buts.

## Palmarès

### Détails en sélection
| 1. | 12 juin 1996 | Grande-Bretagne | 6-72 | Test-match | Remplaçant | - | - | - | - |

#### En club
| Saison | Club                | Compétition  | Matchs | Points | Essais | Buts | Drop |
| ------ | ------------------- | ------------ | ------ | ------ | ------ | ---- | ---- |
| 1996   | Paris Saint-Germain | Super League | 8      | 16     | 2      | 4    | -    |